# Давыдково (Шекснинский район)
Давыдково — деревня в Шекснинском районе Вологодской области.
Входит в состав сельского поселения Сиземского, с точки зрения административно-территориального деления — в Сиземский сельсовет.
Расстояние до районного центра Шексны по автодороге — 37,9 км, до центра муниципального образования Чаромского по прямой — 15 км. Ближайшие населённые пункты — Поповское, Сыромяткино, Починок, Соловарка, Артемьево, Телибаново.
По переписи 2002 года население — 4 человека.